# Rozsíčka
Rozsíčka (en allemand : Rositschka) est une commune du district de Blansko, dans la région de Moravie-du-Sud, en République tchèque. Sa population s'élevait à 142 habitants en 2020.

## Géographie
Rozsíčka se trouve à 4 km à l'est-sud-est du centre d'Olešnice, à 25 km au nord-ouest de Blansko, à 42 km au nord-nord-ouest de Brno et à 157 km à l'est-sud-est de Prague.
La commune est limitée par Olešnice et Ústup au nord, par Křetín, Sulíkov et Petrov à l'est, par Rozseč nad Kunštátem au sud, et par Louka et Crhov à l'ouest.

## Histoire
La première mention écrite de la localité date de 1374.